# Chruściele (ptaki)
Chruściele, chruścielowate, wodniki (Rallidae) – rodzina ptaków z rzędu żurawiowych (Gruiformes).

## Zasięg występowania
Obejmuje gatunki zazwyczaj związane z wodą i terenami podmokłymi (w obu przypadkach gęsto zarośniętymi), podszytem wilgotnych lasów tropikalnych. Zamieszkują cały świat poza najwyższymi szerokościami geograficznymi. 

## Charakterystyka
Ptaki te charakteryzują się następującymi cechami:
- długość ciała 14–50 cm
- masa ciała 40–1200 g
- boczne spłaszczenie ciała stanowi przystosowanie do przeciskania się w gęstej roślinności
- skrzydła krótkie, o zaokrąglonym obrysie, co czyni z nich słabych lotników
- krótki ogon, zazwyczaj złożony z miękkich piór
- nogi długie
- palce długie
- jedynie łyski (Fulica) mają płatkowate błony pławne
- wiele gatunków ma płaską, nagą, rogową narośl lub płytkę na czole
- zazwyczaj brak wyraźnego dymorfizmu płciowego
- prowadzą skryty, niektóre nocny tryb życia[4]
- żywią się pokarmem mieszanym
- pokarm zdobywają zarówno na lądzie, jak i w wodzie oraz pod wodą
- gnieżdżą się na ziemi, na wodzie, na roślinach lub w norach
- gniazdo zazwyczaj otwarte, rzadziej zamknięte w formie sfery z wejściem z boku
- w czasie pierzenia tracą lotki i przez 2 tygodnie są niezdolne do lotu
- wyprowadzają od 1 do 4 lęgów w roku
- składają od 2 do 16 jaj
- czasem w karmieniu późniejszych lęgów pomaga starsze rodzeństwo
- młode są zagniazdownikami, pokryte czarnym puchem.

## Systematyka
Do rodziny należą następujące podrodziny:
- Rallinae Rafinesque, 1815[a] – wodniki
- Fulicinae Nitzsch, 1820 – łyski